# Liste der Nummer-eins-Hits in Belgien (1980)
Diese Liste enthält alle Nummer-eins-Hits in Belgien im Jahr 1980. Es gab in diesem Jahr 20 Nummer-eins-Singles.
| Singles |
| --- |
| - Earth & Fire – Weekend - 4 Wochen (8. Dezember 1979 – 4. Januar 1980) - Urbanus – Bakske vol met stro - 2 Wochen (5. Januar – 18. Januar) - ABBA – I Have a Dream - 3 Wochen (19. Januar – 8. Februar) - Joe Bataan – Rap-o clap-o - 3 Wochen (9. Februar – 29. Februar) - Gibson Brothers – Que sera mi vida - 2 Wochen (1. März – 14. März) - Don McLean – Crying - 3 Wochen (15. März – 4. April) - Garland Jeffreys – Matador - 3 Wochen (5. April – 25. April) - Spargo – You and Me - 2 Wochen (26. April – 9. Mai) - Goombay Dance Band – Sun of Jamaica - 1 Woche (10. Mai – 16. Mai, insgesamt 2 Wochen) - Johnny Logan – What’s Another Year - 1 Woche (17. Mai – 23. Mai, insgesamt 4 Wochen) - Goombay Dance Band – Sun of Jamaica - 1 Woche (24. Mai – 30. Mai, insgesamt 2 Wochen) - Johnny Logan – What’s Another Year - 3 Wochen (31. Mai – 20. Juni, insgesamt 4 Wochen) - Lipps, Inc. – Funkytown - 1 Woche (21. Juni – 27. Juni) - Jay & the Americans – Cara mia - 4 Wochen (28. Juni – 25. Juli) - Olivia Newton-John & Electric Light Orchestra – Xanadu - 3 Wochen (26. Juli – 15. August, insgesamt 4 Wochen) - ABBA – The Winner Takes It All - 2 Wochen (16. August – 29. August, insgesamt 7 Wochen) - Olivia Newton-John & Electric Light Orchestra – Xanadu - 1 Woche (30. August – 5. September, insgesamt 4 Wochen) - ABBA – The Winner Takes It All - 5 Wochen (6. September – 10. Oktober, insgesamt 7 Wochen) - Cliff Richard – Dreamin’ - 1 Woche (11. Oktober – 17. Oktober) - Randy Crawford – One Day I’ll Fly Away - 1 Woche (18. Oktober – 24. Oktober) - Telly Savalas – Some Broken Hearts Never Mend - 1 Woche (25. Oktober – 31. Oktober) - Barbra Streisand – Woman in Love - 4 Wochen (1. November – 28. November) - ABBA – Super Trouper - 4 Wochen (29. November – 26. Dezember) - Roland Kaiser – Santa Maria - 7 Wochen (27. Dezember 1980 – 13. Februar 1981) |

Siehe auch: Nummer-eins-Hits 1980 in  Australien, Deutschland, Finnland, Frankreich, Irland, Italien, Japan, Kanada, Neuseeland, den Niederlanden, Norwegen, Österreich, Schweden, der Schweiz, Spanien, den Vereinigten Staaten und im Vereinigten Königreich.